# Helgøy
Helgøy est une localité du comté de Troms, en Norvège.

## Géographie
Administrativement, Helgøy fait partie de la kommune de Karlsøy.